# Мюллер, Людвиг
Йо́хан Ге́нрих Лю́двиг Мю́ллер (нем. Johann Heinrich Ludwig Müller; 23 июня 1883, Гютерсло — 31 июля 1945, Берлин) — германский религиозный деятель: первоначально один из лидеров Немецких христиан, затем — епископ Имперской церкви.

## Биография
После окончания в 1908 году семинарии в родном Гютерсло был сперва приходским священником в Вестфалии, а с 1914 года — капелланом на военном корабле. В 1926—1933 годах — капеллан военного округа в Кёнигсберге.
Был связан с нацистами с 1920-х годов. С 1931 года — член НСДАП, с 1933-го — доверенное лицо Гитлера в церковных вопросах. Выдвигал тезис, что Христос был арийцем и требовал очистить церковное учение от еврейских наслоений. 4 августа 1933 года избран земельным епископом Восточной Пруссии, а 27 сентября того же года сменил Фридриха фон Бодельшвингха на посту Рейхсепископа. Его избрание епископом Имперской церкви вызвало возмущение у представителей многих протестантских конфессий, которые посчитали это решение политическим. Лишился этого сана в 1935 году.
Интерес Гитлера к движению Немецких христиан значительно угас к 1937 году, в результате Мюллер был вынужден заниматься сотрудничеством с гестапо, занимаясь слежкой за деятельностью других христианских групп, а также пытался интегрировать молодёжные христианские группы с гитлерюгендом.
Оставался верен идеям нацизма до конца жизни и после поражения Германии в войне покончил жизнь самоубийством.